# Distretto di Tha Phae
Il distretto di Tha Phae (in thailandese: ท่าแพ) è un distretto (amphoe) della Thailandia, situato nella provincia di Satun.